# كيني واشنطن (ممثل)
كيني واشنطن (بالإنجليزية: Kenny Washington) هو لاعب كرة قدم أمريكية وممثل أمريكي، ولد في 31 أغسطس 1918 في لوس أنجلوس في الولايات المتحدة، وتوفي بنفس المكان في 24 يونيو 1971.

## وصلات خارجية
- كيني واشنطن على موقع IMDb (الإنجليزية)
- كيني واشنطن على موقع الموسوعة البريطانية (الإنجليزية)
- كيني واشنطن على موقع أول موفي (الإنجليزية)
- كيني واشنطن على موقع قاعدة بيانات الأفلام السويدية (السويدية)
- كيني واشنطن على موقع قاعدة بيانات الفيلم (الإنجليزية)
- كيني واشنطن على موقع كينوبويسك (الروسية)